# José Cayetano Vásquez
José Cayetano Vásquez Gallo (n. Tunja, 7 de abril de 1771 – f. Tunja, 29 de noviembre de 1816) fue un hacendado neogranadino (actual Colombia). Fue dueño de la hacienda que actualmente conforma Ciénega (en el actual departamento de Boyacá) heredada de su padre Simón Vásquez de la Peña, regidor perpetuo del Cabildo de Tunja. Estuvo casado con María Francisca Gallo Sánchez, reconocida española en la aristocracia tunjana. De esta descendencia nace el 7 de abril de 1771 su hijo José Cayetano. 

## Estudios
Vásquez estudió filosofía y jurisprudencia en el Colegio Mayor de Nuestra Señora del Rosario, en Santafé. Graduado, ocupó el cargo de alcalde ordinario de Tunja en los años 1801, 1806 y 1807. Había nacido.

## Gobernador de Tunja
En 1808 fue capitán de milicias, al servicio del gobierno español. Pero en 1810, cuando se constituyó en Santafé la junta de gobierno patriota, Vásquez fue enviado a esa ciudad por el corregidor de Tunja, a ofrecerle la adhesión tunjana a dicha junta. Y el 18 de octubre de 1811 fue elegido secretario de la junta suprema gubernativa de Tunja, la cual presidía Juan Nepomuceno Niño. En 1812 fue elegido comandante de armas y gobernador de la República de Tunja, que se proclamaba como Estado libre.
Ese año se presentaron las pugnas entre Tunja con Cundinamarca, que presidía Antonio Nariño y quien invadió a aquella a fin de someterla. Gobernaba el Estado libre de Tunja el doctor Niño, quien no opuso resistencia y se trasladó con su gobierno a Santa Rosa de Viterbo. Allí se suscribió un pacto de cese de hostilidades entre los dos Estados, el 18 de julio de 1812, pacto que lleva las firmas de los doctores Niño y Vásquez. Este último era para entonces senador. En un pomposo gesto de soberanía, el documento comienza diciendo:

“Nos, los ciudadanos gobernantes del Estado Libre de Tunja, a saber (....) y, por otra parte, los ciudadanos (....) comisionados con plenos poderes del presidente del Estado de Cundinamarca… En 1813, el doctor Vásquez volvió a ocupar el cargo de gobernador del Estado de Tunja.

Pero llegó desde 1815 la Reconquista Española, Morillo y Calzada invadieron en 1816 por el norte a la Nueva Granada, y después por el centro. En Chita, Chiquinquirá y Ubaté se libraron combates entre patriotas y realistas, para los cuales el doctor Vásquez envió refuerzos a los primeros de ellos. Morillo había fracasado con el sitio a que sometió a Cartagena, y entonces, se desplazó al interior del país.
El 8 de febrero. de 1816 el doctor Custodio García Rovira, un abogado bumangués que era gobernador de El Socorro, venció a los realistas en la batalla librada en Cachiri, pero a los quince días siguientes la 5’ División del ejército de Morillo lo derrotó en el mismo lugar, el 22 del mismo mes. Un serio revés patriota que alarmó a los gobiernos granadinos. Fue entonces cuando el gobernador del Estado de Tunja, José Cayetano Vásquez, dirigió una célebre proclama, en la cual llamaba a la resistencia armada, dirigida a los “pueblos de Tunja”, el 27 de febrero de 1816.
En ella daba cuenta de que:

“Un revés de la suerte ha permitido el que nuestra fuerza del Norte haya sido abatida y rechazada por el enemigo común, que se acerca a nosotros con la tea y el cuchillo. La primera va a abrasar nuestros haberes, nuestra fortuna y nuestros hogares. Nuestros caros hijos, nuestras queridas esposas, nosotros mismos seremos degollados con el segundo, después de que hayan saciado su venganza y pasiones brutales”

.
Terminaba diciendo una frase que ha recordado la historia:

 Que nuestra última expresión sea: “Eternamente vive quien muere por la Patria”. José Cayetano Vasquez

El vaticinio del doctor Vásquez se cumplió. Pocos días después las fuerzas de Morillo ocuparon el Estado de Tunja. El gobernador Vásquez pretendió huir, pero fue apresado y llevado a Santafé, en donde lo retuvieron varios meses. Morillo inició entonces su campaña de reconquista de Venezuela. De tránsito se encontraba en Tunja, cuando sus capitanes organizaron en su honor de su sacrificio.

## Muerte
Niño y Vásquez, y el coronel socorrano José Ramón Linero, fueron sometidos a un breve consejo de guerra y sentenciados a muerte. El historiador Ramón Correa narra que el viernes 29 de noviembre de 1816, día de mercado en Tunja, se cumplió la sentencia, a la vista de Morillo Para ello escogió un solar cercano al templo de San Laureano —donde hoy se conserva el “paredón de los mártires”, en el Bosque de la República—. A las 10 a. m. la escolta sacó de la mansión mencionada páginas atrás en lo referente a la fundación del municipio (su casa de habitación, en donde había sido recluido, hoy el Convento de las Clarisas) al doctor José Cayetano Vásquez y lo condujo a la plaza principal. De la Casa de la Torre sacaron a Juan Nepomuceno Niño y al coronel José Ramón Linero. El gobierno designó a los padres franciscanos para que fortalecieran con las aguas de la religión cristiana a los varones que iban a inmolar sus vidas en sus cadalsos por su adhesión a la libertad (....). La marcha de la muerte tomó la dirección del sur de la ciudad (....). Los soldados sentaron a los mártires en los patíbulos, los ataron a estos, los vendaron, la tropa disparó a los cuerpos, los excelsos hombres exhalaron el último aliento de la vida y ascendieron a la inmortalidad de brillantes páginas de la historia de Boyacá y de la historia de Colombia”. 
La familia de Vásquez sufrió duras penalidades. Diez años después, libertada la Nueva Granada, a instancias de Santander, el general Bolívar le reconoció a la viuda, María Luz Castro, una pensión mensual para sacarla de la mendicidad en que se encontraba, puesto que los bienes de la familia habían sido secuestrados.

## Descendencia
También cabe citar que otros familiares destacados son: Wadislao Vásquez, el Padre Eduardo Vásquez y Alfredo Vásquez Cobo, contemporáneos a la muerte del fundador del municipio.